# 니시무라 료마
니시무라 료마(일본어: 西村 竜馬, 1993년 7월 2일 ~ )는 일본의 축구 선수이다.

## 구단 경력
그는 2012년부터 2018년까지 J리그의 알비렉스 니가타, 몬테디오 야마가타에서 활동하였다.